# Mike Peters (Cartoonist)
Mike Bartley Peters (* 9. Oktober 1943  in St. Louis, Missouri) ist ein US-amerikanischer Comiczeichner, Karikaturist und der Erfinder des Comic-Strip Mother Goose and Grimm. 

## Leben
Peters studierte Kunst an der Washington University, welche er 1965 abschloss. 1969 half ihm sein Mentor Bill Mauldin eine Stelle als Karikaturist bei der Dayton Daily News zu bekommen. 1981 bekam Peters den Pulitzer-Preis in der Sparte Karikatur. 1984 begann die Veröffentlichung des humoristischen Zeitungs-Comic-Strip Mother Goose and Grimm, welche von einem kleinen sprechenden Bullterrier namens Grimm („Grimmy“) handelt. Es erschienen mehrere Buchreihen und wurde in 800 Zeitungen gedruckt. Peters zeichnet weiterhin auch politische Karikaturen.

## Preise & Auszeichnungen (Auswahl)
- 1981 Pulitzer-Preis/Karikatur
- 1991 Reuben Award für Mother Goose and Grimm